# 托特 (厄尔省)
托特（法語：Tostes，法語發音：[tot]）是法国厄尔省的一个旧市镇，属于莱桑德利区。2017年1月1日，托斯特和相邻的蒙托尔合并为新市镇泰尔德博尔。

## 地理
托特（49°15'35"N, 1°6'41"E）面积12.28 平方千米，位于法国诺曼底大区厄尔省，该省份为法国北部内陆省份，北起滨海塞纳省，西接奧恩省和卡爾瓦多斯省，南至厄尔-卢瓦省，东临瓦兹省、瓦兹河谷省和伊夫林省。
与托特接壤的市镇（或旧市镇、城区）包括：蒙托尔。
托特的时区为UTC+01:00、UTC+02:00（夏令时）。

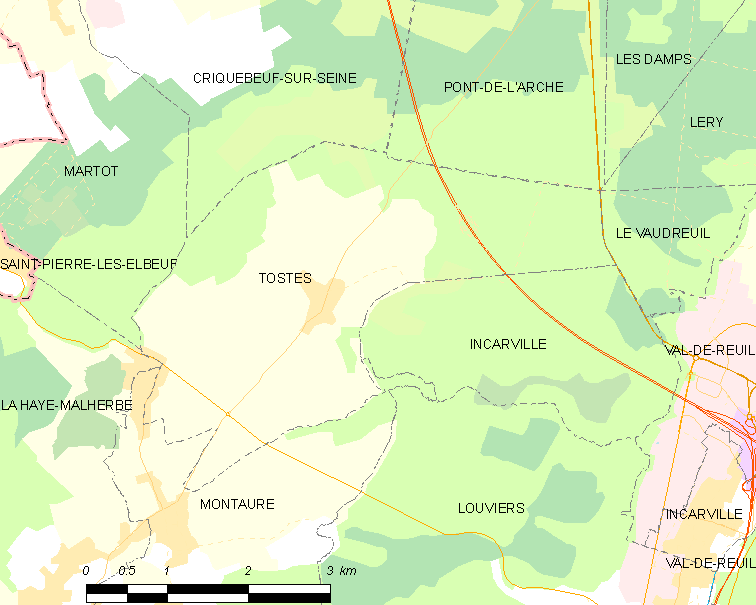
托特的OSM定位图

## 行政
托特的邮政编码为27340，INSEE市镇编码为27648。

## 政治
托特所属的省级选区为蓬德拉尔什县。

## 人口

1962-2008年间托特人口变化图示

托特于2018年1月1日时的人口数量为443人。